# Vestland
Vestland je okrožje na Norveškem, ustanovljeno 1. januarja 2020. Okrožje leži v regiji Zahodna Norveška in je osredotočeno na mesto Bergen, drugo največje mesto na Norveškem. Upravno središče okraja je mesto Bergen, kjer je sedež izvršnega in političnega vodstva, vendar ima guverner okrožja sedež v Hermansverku. Okrožje je eno od dveh okrožij na Norveškem, ki imata nynorsk kot svojo uradno obliko pisnega jezika (druge so nevtralne glede tega, katero obliko ljudje uporabljajo).
Okrožje Vestland je bilo ustanovljen leta 2020, ko sta bila nekdanja okraja Hordaland in Sogn og Fjordane (z izjemo občine Hornindal, ki je postala del občine Volda v okrožju Møre og Romsdal) združeni.

## Zgodovina
Okrožje Vestland je na novo ustanovljeno okrožje, vendar je bilo naseljeno že stoletja. Območje je bilo v srednjem veku sestavljeno iz številnih majhnih kraljestev pod Gulatingom. Severni del je bil znan kot Firdafylke (danes regija Fjordane; Nordfjord-Sunnfjord), osrednji del je bil znan kot Sygnafylke (danes regija Sogn), južni del pa kot Hordafylke.
V začetku 16. stoletja je bila Norveška razdeljena na štiri administrativne enote imenovane len. Bergenhus len je imel sedež v Bergnu in je obsegal velik del zahodne in severne Norveške, vključno s Firdafylke, Sygnafylke, Hordafylke in Sunnmørafylke (v današnjem okrožju Møre og Romsdal). Novi Bergenhus len se je upravljal iz trdnjave Bergenhus v mestu Bergen.
Leta 1662 so len zamenjali amts. 19. februarja 1662 je kraljevi odlok spremenil ime v Bergenhus amt. Novi Bergenhus amt je bil prvotno sestavljen iz današnjih območij Vestlanda in regije Sunnmøre Møre og Romsdal, skrajni severni Nordlandene amt pa je bil podrejen Bergenhus amt. Regija Sunnmøre je bila leta 1689 prenesena na Romsdalen amt in približno takrat je bila ločena tudi Nordlandene amt.
Leta 1763 je bil amt razdeljen na severni in južni del: Nordre Bergenhus amt in Søndre Bergenhus amt. Ko je bil amt razdeljen, je bila današnja občina Gulen razdeljena z južnim delom, ki se je končal v Søndre Bergenhus amt. Leta 1773 je bila meja ponovno zarisana, tako da je bil celoten Gulen na severnem delu.
1. januarja 1919 se je Nordre Bergenhus amt preimenoval v Sogn og Fjordane fylke, Søndre Bergenhus amt pa v Hordaland fylke v obdobju, ko so bila spremenjena številna imena lokacij na Norveškem.
Mesto Bergen je bilo leta 1831 odstranjeno iz Bergenhus amt in je bilo od leta 1831 do 1972 razvrščeno kot mestno okrožje (byamt). V tem času leta 1915 je bila občina Årstad priključena Bergnu. Leta 1972 so bile sosednje občine Arna, Fana, Laksevåg in Åsane priključene mestu Bergen. Tudi v istem času je mesto Bergen izgubilo status okrožja in ponovno postalo del okraja Hordaland.
1. januarja 2020 sta bili okrožji Hordaland in Sogn og Fjordane ponovno združeni v okrožje Vestland.

## Geografija
Na zahodu meji na Severno morje, na severu na Møre og Romsdal, na vzhodu na Viken in Vestfold og Telemark in na jugu na Rogaland. Območje občine je okoli 33.868 kvadratnih kilometrov. Razdeljeno je z več dolgimi, globokimi fjordi, vključno z Nærøyfjord, Sognefjord (z dolžino 205 km in globino 1303 m na najgloblji točki) in Hardangerfjord (je drugi največji), nekaterimi najbolj opaznimi norveškimi fjordi in velikimi turističnimi znamenitostmi. Približno polovica narodnega parka Hardangervidda je v okrožju. Vključuje tudi ledenike Jostedalsbreen (s 487 km² je največji ledenik na evropski celini in je obdan z manjšimi ledeniki in rokavi ledenikov), Folgefonna in Hardangerjøkulen. Okrožje vključuje tudi številne znane slapove, kot so Vøringsfossen, Brudesløret in Stykkjedalsfossen. Ramnefjellsfossen, stopenjski slap v obliki preslice,  (prej imenovan Utigardfossen) je najvišji na Norveškem in tretji najvišji na svetu, ima štiri stopnje, ki merijo skupaj 818 metrov, z najdaljšim posameznim padcem, ki meri 405 metrov, Vettisfossen pa je eden najvišjih norveških slapov z navpičnim padcem 275 m. Oba sta v gorovju Jotunheimen. Skagastølstind je z 2405 m najvišji vrh Zahodne Norveške in tretji najvišji gorski vrh na Norveškem. Hornindalsvatnet je največje jezero v okrožju, veliko 50 km², in z globino 514 metrov najgloblje jezero v Evropi.
Zunaj metropolitanskega območja Bergna je okrožje večinoma podeželsko območje z razpršenim prebivalstvom. Ladje za križarjenje obiskujejo Vestland vse poletje zaradi edinstvenega razgleda na visoke gore in temno modre fjorde. Slavni Nærøyfjord je na jugu okrožja in je na Unescovem seznamu. Obstaja več otočij, vključno z Øygarden, Austevoll, Bulandet, Bremangerlandet in Kinn. Najzahodnejša točka na Norveškem je Holmebåen v občini Solund. Otok Unst, del Shetlandskih otokov, je približno 300 km zahodno od Holmebåena.
Teren se precej hitro spreminja z večinoma manjšimi gorami na obali, ki se postopoma dvigujejo do gora, ki dosežejo več kot 2000 m. Zaradi strmega vzpona in fjordov, ki sekajo skozi teren, je količina padavin zelo velika. Sistemi z nizkim tlakom prihajajo z zahoda in se srečajo z gorami (pojav, znan kot orografsko dvigovanje) ter povzročajo dež in sneženje.
Občine v okrožju sestavljajo devet okrajev: Sunnhordland, Midthordland, Bergen, Nordhordland, Hardanger, Voss, Ytre Sogn, Indre Sogn, Sunnfjord in Nordfjord.

### Občine
Okrožje Vestland ima skupaj 43 občin:
Bergen, Kinn, Etne, Sveio, Bømlo, Stord, Fitjar, Tysnes, Kvinnherad, Ullensvang, Eidfjord, Ulvik, Voss, Kvam, Samnanger, Bjørnafjorden, Austevoll, Øygarden, Askøy, Vaksdal, Modalen, Osterøy, Alver, Austrheim, Fedje, Masfjorden, Gulen, Solund, Hyllestad, Høyanger, Vik, Sogndal, Aurland, Lærdal, Årdal, Luster, Askvoll, Fjaler, Sunnfjord, Bremanger, Stad, Gloppen, Stryn.

### Zavarovana območja
Narodni park Jotunheimen je bil ustanovljen leta 1980 za zaščito Jostedalsbreena in okoliških območij. Pokriva površino 1155 km², ki je delno v Vestlandu in delno v notranjosti. Poleg tega je bilo leta 2021 odločeno, da se v okrožju ustanovijo trije novi narodni parki – Hornelen v Bremangerju, Masfjordfjella v Masfjordnu ter Alver in Øystesefjella v Kvamu, Samnangerju in Vaksdalu.
V Indre Sognu lahko med drugim najdete stranski fjord Nærøyfjorden, ki ga je Unesco leta 2005 skupaj z Geirangerfjordom uvrstil na seznam svetovne dediščine. Od norveških ohranitvenih območij, krajinsko ohranitveno območje Bleia – Storebotnen, pokrajina Nærøyfjorden ohranitveno območje, naravni rezervat Bleia, naravni rezervat Grånosmyrane in naravni rezervat Nordheimsdalen ležijo znotraj istih meja.
V vseh občinah je tudi vrsta naravnih rezervatov, naravnih spomenikov in varstvenih območij krajine. Večina vključuje kopenska območja, eno od njih, Lurefjorden - Lindåsosane v Nordhordalandu, pa je morsko. To je bilo ustanovljeno junija 2020. Dalsfjorden v Sunnfjordu, Stad v Nordfjordu, Ytre Hardangerfjord in Krossfjorden v Sunnhordalandu prav tako veljajo za zaščitena morska območja.

## Kulturno okolje
Vestland je dežela, bogata z zaščitenimi kulturnimi spomeniki, kulturnimi okolji in krajinami. Okrožje ima tri kraje, ki so uvrščeni na Unescov seznam svetovne dediščine: Urneška lesena cerkev (1979), Pristaniška četrt Bryggen v Bergnu (1979) in Zahodno norveški fjordi, podobmočje Nærøyfjord (2005).

## Galerija
- Dolina Myklebustdalen vzhodno od Byrkjela
- Vas Hoddevik na polotoku Stad v Selju
- Nekaj starih hiš v Lærdalsøyri, Lærdal
- Pogled iz Aurlanda
- Finse je najvišja točka norveškega železniškega sistema, ki je na 1222 m nadmorske višine.